# Кім Йонссон
Кім Йонссон (швед. Kim Johnsson, нар. 16 березня 1976, Мальме) — колишній шведський хокеїст, що грав на позиції захисника. Грав за збірну команду Швеції.
Володар Кубка Стенлі. Провів понад 700 матчів у Національній хокейній лізі. 

## Ігрова кар'єра
Хокейну кар'єру розпочав на батьківщині 1993 року виступами за команду «Мальме Редгокс».
1994 року був обраний на драфті НХЛ під 286-м загальним номером командою «Нью-Йорк Рейнджерс». 
Протягом професійної клубної ігрової кар'єри, що тривала 18 років, захищав кольори команд «Мальме Редгокс», «Нью-Йорк Рейнджерс», «Філадельфія Флаєрс», «Амбрі-Піотта», «Міннесота Вайлд» та «Чикаго Блекгокс».
Загалом провів 782 матчі в НХЛ, включаючи 43 гри плей-оф Кубка Стенлі.
Виступав за національну збірну Швеції.

## Нагороди та досягнення
Збірні Швеції
- Чемпіон Європи серед юніорів 1984.
- Срібний призер молодіжного чемпіонату світу 1996.
- Чемпіон світу 1998.
- Бронзовий призер чемпіонатів світу — 1999, 2001 та 2002.
- Найкращий захисник чемпіонату світу 2001 року.

## Статистика
| Сезон        | Клуб                 | Ліга         | Регулярний сезон | Регулярний сезон | Регулярний сезон | Регулярний сезон | Регулярний сезон | Плей-оф | Плей-оф | Плей-оф | Плей-оф | Плей-оф |
| Сезон        | Клуб                 | Ліга         | І                | Г                | П                | О                | ШХ               | І       | Г       | П       | О       | ШХ      |
| ------------ | -------------------- | ------------ | ---------------- | ---------------- | ---------------- | ---------------- | ---------------- | ------- | ------- | ------- | ------- | ------- |
| 1993–94      | «Мальме Редгокс»     | ШХЛ          | 2                | 0                | 0                | 0                | 0                | —       | —       | —       | —       | —       |
| 1994–95      | «Мальме Редгокс»     | ШХЛ          | 13               | 0                | 0                | 0                | 4                | 1       | 0       | 0       | 0       | 0       |
| 1995–96      | «Мальме Редгокс»     | ШХЛ          | 38               | 2                | 0                | 2                | 20               | 4       | 0       | 1       | 1       | 8       |
| 1996–97      | «Мальме Редгокс»     | ШХЛ          | 49               | 4                | 9                | 13               | 42               | 4       | 0       | 0       | 0       | 2       |
| 1997–98      | «Мальме Редгокс»     | ШХЛ          | 45               | 5                | 9                | 14               | 29               | —       | —       | —       | —       | —       |
| 1998–99      | «Мальме Редгокс»     | ШХЛ          | 49               | 9                | 8                | 17               | 76               | 8       | 2       | 3       | 5       | 12      |
| 1999–00      | «Нью-Йорк Рейнджерс» | НХЛ          | 76               | 6                | 15               | 21               | 46               | —       | —       | —       | —       | —       |
| 2000–01      | «Нью-Йорк Рейнджерс» | НХЛ          | 75               | 5                | 21               | 26               | 40               | —       | —       | —       | —       | —       |
| 2001–02      | «Філадельфія Флаєрс» | НХЛ          | 82               | 11               | 30               | 41               | 42               | 5       | 0       | 0       | 0       | 2       |
| 2002–03      | «Філадельфія Флаєрс» | НХЛ          | 82               | 10               | 29               | 39               | 38               | 13      | 0       | 3       | 3       | 8       |
| 2003–04      | «Філадельфія Флаєрс» | НХЛ          | 80               | 13               | 29               | 42               | 26               | 15      | 2       | 6       | 8       | 8       |
| 2004–05      | «Амбрі-Піотта»       | НЛА          | 24               | 4                | 10               | 14               | 61               | —       | —       | —       | —       | —       |
| 2005–06      | «Філадельфія Флаєрс» | НХЛ          | 47               | 6                | 19               | 25               | 34               | —       | —       | —       | —       | —       |
| 2006–07      | «Міннесота Вайлд»    | НХЛ          | 76               | 3                | 19               | 22               | 64               | 4       | 0       | 0       | 0       | 2       |
| 2007–08      | «Міннесота Вайлд»    | НХЛ          | 80               | 4                | 23               | 27               | 42               | 6       | 0       | 1       | 1       | 18      |
| 2008–09      | «Міннесота Вайлд»    | НХЛ          | 81               | 2                | 22               | 24               | 44               | —       | —       | —       | —       | —       |
| 2009–10      | «Міннесота Вайлд»    | НХЛ          | 52               | 6                | 8                | 14               | 26               | —       | —       | —       | —       | —       |
| 2009–10      | «Чикаго Блекгокс»    | НХЛ          | 8                | 1                | 2                | 3                | 4                | —       | —       | —       | —       | —       |
| Усього в НХЛ | Усього в НХЛ         | Усього в НХЛ | 739              | 67               | 217              | 284              | 406              | 43      | 2       | 10      | 12      | 38      |